# Kê Proso

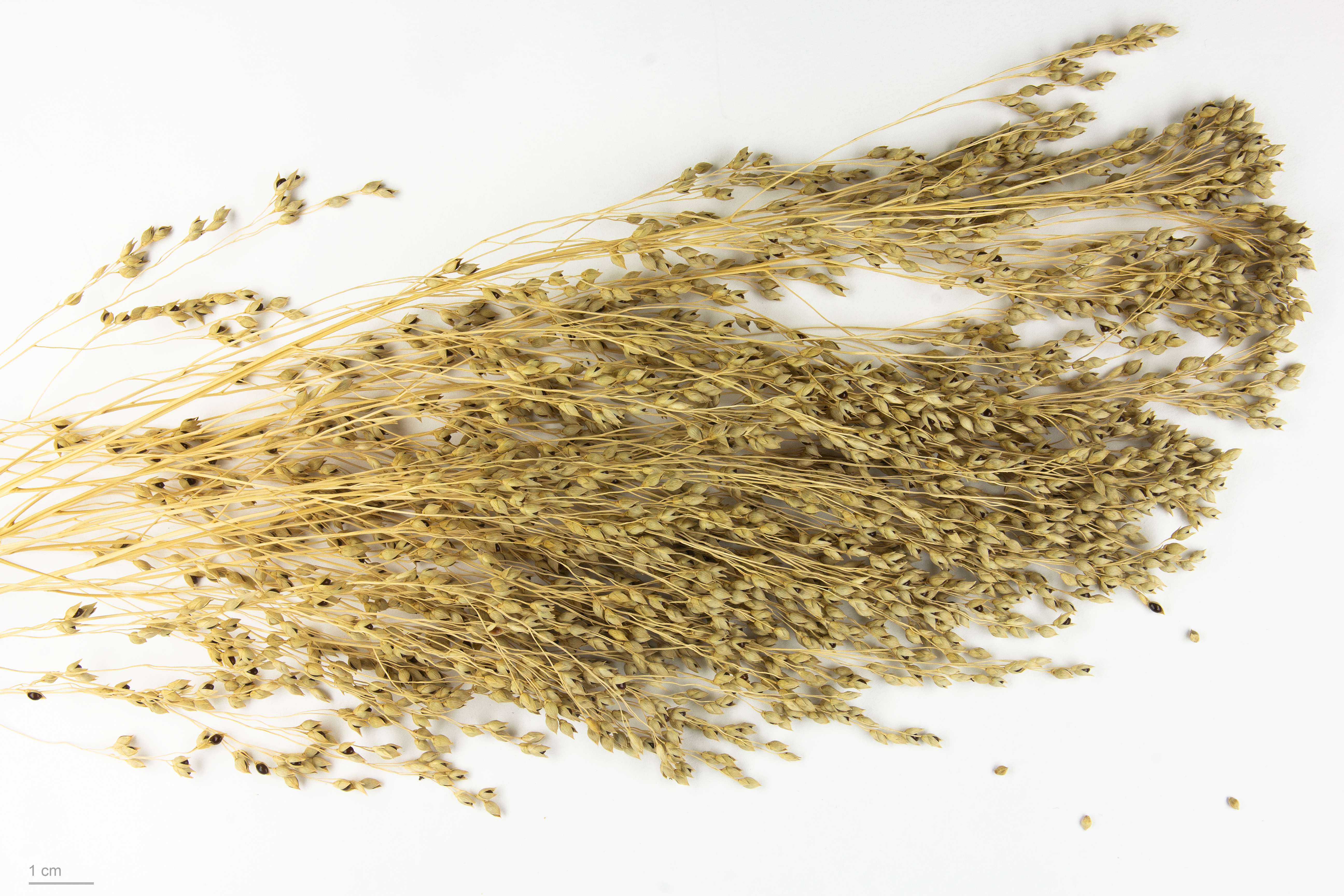
Panicum miliaceum

Kê Proso, kê châu Âu (danh pháp hai phần: Panicum miliaceum). Cả tổ tiên hoang dại lẫn nơi rhuần hóa kê Proso đều không rõ, nhưng lần đầu tiên nó xuất hiện như là một loại cây trồng ở cả miền nam Kavkaz lẫn Trung Quốc vào khoảng năm 5000 TCN, cho thấy nó có thể đã được thuần hóa một cách độc lập ở từng khu vực. Nó vẫn được trồng rộng khắp tại Ấn Độ, Nga, Trung Đông, Thổ Nhĩ Kỳ và România. Tại Hoa Kỳ, kê Proso chủ yếu được trồng để lấy hạt cho chim ăn. Nó được bày bán như là một loại thực phẩm tự nhiên và do nó không chứa gluten nên có thể được đưa vào trong khẩu phần ăn của những người không chịu được bánh mì.
Kê Proso thích nghi với nhiều loại đất và nhiều điều kiện khí hậu; nó có khoảng thời gian mỗi vụ mùa là khá ngắn và cần ít nước. Nhu cầu về nước của kê Proso có lẽ là thấp nhất trong số các loại cây lương thực chính. Nó là loại cây trồng tốt và phù hợp cho các kiểu canh tác đất khô và canh tác không cày xới đất. Kê Proso là một loài cây một năm trong họ Hòa thảo (Poaceae) với chiều cao cây có thể tới 100 cm (4 ft). Các đầu mang hạt mọc thành chùm. Các hạt nhỏ (2–3 mm) và có màu kem, vàng, đỏ cam, nâu v.v.
Kê Proso là cây thân thảo một năm như các loài kê khác, nhưng nó không có quan hệ họ hàng gần gũi với kê trân châu, kê đuôi cáo, kê chân vịt hay kê Barnyard.

## Lịch sử và thuần hóa
Không giống như kê đuôi cáo, tổ tiên hoang dại của kê Proso vẫn chưa được nhận dạng rõ ràng và chắc chắn. Zohary và Hopf lưu ý rằng dạng cỏ dại của loài cây này được tìm thấy ở Trung Á, bao phủ một khu vực từ biển Caspi về phía đông tới Tân Cương và Mông Cổ, và cho rằng các khu vực bán khô cằn này có thể là nơi che giấu dạng kê "thật sự hoang dại". Họ cũng đề cập tới một điều là loài kê này cũng đã được thông báo là tìm thấy ở các khu vực thuộc thời đại đồ đá mới ở Gruzia (có niên đại khoảng 5000-4000 năm TCN), cũng như đã được khai quật tại các làng làm nghề nông nghiệp của nền văn hóa Nhưỡng Thiều ở miền đông Trung Quốc. Kê Proso dường như đã xuất hiện tại châu Âu không bao lâu sau khi nó xuất hiện tại Gruzia, đầu tiên tại miền đông và trung châu Âu. Tuy nhiên, nó phải mất một vài nghìn năm nữa để có thể du nhập vào các khu vực ngày nay là Italia, Hy Lạp, Iran, và chứng cứ sớm nhất cho việc gieo trồng nó tại khu vực Trung Cận Đông là phát hiện trong các đống phế tích của Nimrud, Iraq có niên đại khoảng năm 700 TCN.
Zonary và Hopf kết luận rằng trong khi kê Proso "không thuộc về bộ sưu tập cây trồng Trung Cận Đông thời đại đồ đá mới", thì nó đã tới châu Âu không muộn hơn khoảng thời gian mà các sự du nhập này xảy ra, và thừa nhận rằng kê Proso "là hình tượng cho thực nghiệm độc lập trong quá trình thuần hóa, một quá trình có thể đã bắt đầu... trước khi các loại cây trồng lương thực của Trung Cận Đông đến đây."